# Zikanapis megalopta
Zikanapis megalopta là một loài Hymenoptera trong họ Colletidae. Loài này được Moure mô tả khoa học năm 1948.